# Sede da Fazenda Val de Palmas
A Sede da Fazenda Val de Palmas está localizada em Bauru e foi fundada em 1895. Recebeu personalidades ilustres como o presidente Getúlio Vargas.

## Casa Sede

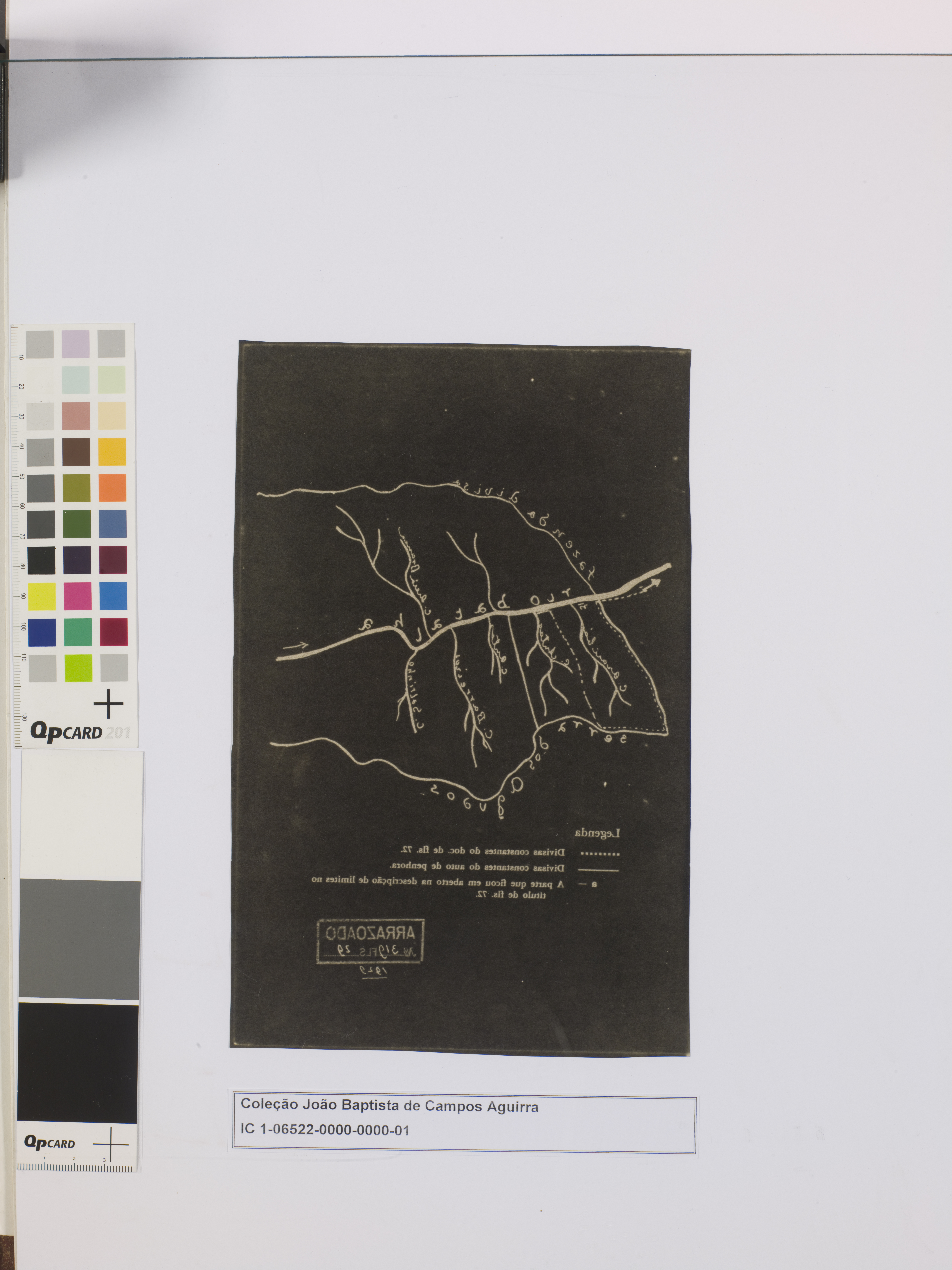
Planta da Zona Litigiosa na Fazenda Val de Palmas

A casa sede pertenceu ao coronel José Ferreira Figueiredo. O conjunto do casarão encontra-se preservado, com suas paredes, janelas e portas em madeira, colunas, escadarias, varandas, assoalhos e gradis em madeira, além da cobertura com telhado de quatro águas. É uma construção assobradada, toda cercada por varandas sustentadas por 16 grandes pilastras em tijolinho. Possui cômodos no porão e no pavimento superior.
Em 1928, a fazenda já não pertencia mais ao coronel José Ferreira Figueiredo, ela foi entregue à Zerrener Büllow & Cia, como forma de pagamento à sua dívida. Em 20 de julho de 1938, recebeu Getúlio Vargas em sua visita a Bauru e em 2014, o casarão ainda conservava os objetos daquela época. Possuía móveis antigos, feitos em madeira nobre escura, trazidos da Alemanha do início do século XIX, espalhados sobre o chão batido do subsolo da construção.
Foi restaurada em 1996 por seus donos, mas em 1999, a fazenda foi invadida por trabalhadores sem terra que depredaram o casarão e levaram parte dos móveis.

## Lendas
Entre as lendas estão a assombração de uma moça que teria caído à escadaria da construção e de um tesouro escondido em um cômodo do porão. Este último já tentaram escavar várias vezes segundo os relatos dos moradores.